# Fabrício de Souza
Fabrício de Souza (Imbituba, 5 luglio 1982) è un ex calciatore brasiliano, di ruolo centrocampista.

## Caratteristiche tecniche
Gioca come centrocampista difensivo.

## Carriera

### Club
Iniziò nel 2000 nell'União São João Esporte Clube, nel 2001 passò per un breve periodo al Cruzeiro, e nello stesso anno fu ceduto al Corinthians, dove giocò 82 partite di Série A; nel 2006 ha giocato per il Júbilo Iwata, in J League; dal 2008 è tornato al Cruzeiro.

## Palmarès

### Club

#### Competizioni nazionali
- Campionato brasiliano: 1

Corinthians: 2005
- Campionato Mineiro: 2

Cruzeiro: 2008, 2009
- Torneo Rio-San Paolo: 1

Corinthians: 2002
- Coppa del Brasile: 1

Corinthians: 2002
- Campionato paulista: 1

Corinthians: 2003